# Tachina aurulenta
Tachina aurulenta är en tvåvingeart som beskrevs av Chao 1987. Tachina aurulenta ingår i släktet Tachina och familjen parasitflugor. Inga underarter finns listade i Catalogue of Life.